# 東京ウォール
『東京ウォール』（とうきょう・ウォール）は、日本のバンドジャパハリネットのメジャー2枚目のオリジナル・アルバム。

## 解説
- 二枚目のオリジナル・アルバム。

## 収録曲
- 全作詞・作曲：鹿島公行、編曲：ジャパハリネット&土屋昌巳（特記以外）

1. 非線形の箒星 (2:55)
2. 聖戦パラドックス (3:03)
3. フィルターを蹴飛ばせ (2:26)
4. 帰り道(Album Version) (4:27)
作詞・作曲：城戸けんじろ&鹿島公行
5thシングルのアルバムバージョン。
5. 対角線上のアリア (4:21)
6. 暴かれし世界 (2:57)
7. あかいはる (4:37)
8. あじさいの庭 (1:05)
9. あの娘の街まで (4:13)
10. 遥かなる日々(Album Version) (3:40) 
4thシングルのアルバムバージョン。
11. Tokyo Wall (4:17)
12. 黎明時代-レイメイジダイ- (4:43)